# Gruppo di Sostegno all'Islam e ai musulmani
Il Gruppo di Sostegno all'Islam e ai musulmani, anche conosciuto come Fronte d'Appoggio all'Islam e ai musulmani (in arabo  جماعة نصرة الإسلام والمسلمين‎?) o Jamaʿat Nuṣrat al-Islām wa-l muslimīn (JNIM) è un'organizzazione militare e terrorista di ideologia salafita jihadista. È stato creato il 1° di marzo del 2017 durante la guerra in Mali con la fusione di altri gruppi terroristici regionali come al-Murābiṭūn o AQMI e si riconosce sotto l'egida e la bandiera dell'organizzazione terroristica al-Qāʿida.
Nel 2019 era diretto da Iyad Ag Ghali e contava, secondo stime del giornale francese Le Figaro, con un totale di 2000 combattenti. Secondo l'Istituto degli Studi di Sicurezza dell'Africa (ISS Africa), il gruppo terrorista si autofinanzia attraverso il traffico di armi, il bracconaggio, l'esazione del pizzo e l'estrazione dell'oro dalle miniere della zona.
Dal 5 settembre del 2018 è considerato come un'organizzazione terrorista dal Dipartimento di Sicurezza degli Stati Uniti.
Il 26 d'aprile del 2021 il gruppo è diventato tristemente noto per l'omicidio del giornalista spagnolo David Beriáin, del fotografo spagnolo Roberto Fraile e del cittadino irlandese Rory Young.
Al medesimo gruppo è attribuito l'omicidio di Béatrice Stöckli, missionaria svizzera, rapita nel 2016 e uccisa probabilmente nell'ottobre del 2020.